# Neckar- und Tauber-Gäuplatten
Die Neckar- und Taubergäuplatten (auch: Gäuplatten im Neckar- und Tauberland) stellen die flächenmäßig größte naturräumliche Haupteinheitengruppe Baden-Württembergs dar und reichen in kleinen Teilen im Nordosten (Rothenburg ob der Tauber)  bis ins bayerische Mittelfranken. Die einzelnen Haupteinheiten dieser Großlandschaft weisen beträchtliche klimatische und edaphische Unterschiede auf. Gemeinsam ist diesen Haupteinheiten der Aufbau aus flachkuppigen Hügellandschaften des Muschelkalks, flachwelligen Lössgebieten und plateauartigen Landschaften, in denen die Muschelkalkschichten von Sedimenten des Gips- und Lettenkeupers überdeckt sind.
Die Neckar- und Taubergäuplatten liegen im Westen des Südwestdeutschen Schichtstufenlands. Sie sind naturräumlich eng verwandt mit den nordöstlich angrenzenden Mainfränkischen Platten (13).

## Lage und Geologie
Die Neckar- und Taubergäuplatten erstrecken sich vom Hochrhein bis zum Taubertal. Westlich werden sie vom Schwarzwald und der Oberrheinischen Tiefebene begrenzt, nördlich vom Odenwald und von den Mainfränkischen Platten, östlich vom Fränkischen und Schwäbischen Keuper-Lias-Land sowie von der Schwäbischen Alb.
Den Gesteinsuntergrund bilden die Schichtpakete des Muschelkalks, die größtenteils von Lettenkeuper oder von Löss bedeckt sind. Die Böden im Bereich der Gäuplatten sind zum großen Teil sehr gut.

## Naturräumliche Haupteinheiten der Neckar- und Tauber-Gäuplatten
Die Neckar- und Tauber-Gäuplatten gliedern sich wie folgt:
- 12 (=D57[3]) Neckar- und Tauber-Gäuplatten
  - 120 Alb-Wutach-Gebiet
  - 121 Baar
  - 122 Obere Gäue
  - 123 Neckarbecken
  - 124 Strom- und Heuchelberg
  - 125 Kraichgau
  - 126 Kocher-Jagst-Ebenen
  - 127 Hohenloher und Haller Ebene
  - 128 Bauland
  - 129 Tauberland

## Bezeichnung
Die Bezeichnung Gau bzw. das alemannische Gäu wurde ursprünglich auf wasserreiche, waldfreie Auenlandschaften angewandt. Heute bezeichnet man mit Gäulandschaften vor allem die waldarmen Landterrassen des schwäbisch-fränkischen Schichtstufenlandes und verbindet damit die Landschaften der offenen, fruchtbaren Ackergebiete.
Der Name Neckar- und Tauber-Gäuplatten ist eine Sammelbezeichnung für die Gäulandschaften, die sich im Einzugsgebiet des Neckars und seiner Nebenflüsse befinden und die im Nordosten bis in das Einzugsgebiet der Tauber, im Süden bis in das der Donau reichen.